# الأربعة الكبار (رواية)
الأربعة الكبار (بالإنجليزية: The Big Four)‏ هي رواية ألفتها الروائية البريطانية أجاثا كريستي عام 1927، تدور أحداثها حول فساد العصابات الاجتماعي في العالم..ومحاولة استئصاله. بطل الرواية البولسية الشهيرة هو المحقق الشهير هيركيول بوارو ورفيقه الكابتن آرثر هستنغز الذي لا يستطيع خداع أحد والذي صورته أجاثا كريستي على أنه قليل الحيلة محدود الذكاء مقارنة بالمحقق هيركيول بوارو.

## شخصيات الأربعة الكبار
هي تصور من قبل الروائية للبلدان التي مثلت قوى اقتصادية وعسكرية ما بعد الحرب العالمية الأولى، وتمثلت هذه الشخصيات في:
رقم واحد: لي تشانج ين شخصية صينية ذات نفوذ واسع مثلت العقل المدبر للعصابة وينتهي بقتل نفسه.
رقم اثنان: ايب رايلند المليونير الأمريكي ذو القوة الاقتصادية.
رقم ثلاثة: عالمة فرنسية تدعى السيدة أولفييه والتي ظهرت في فصل _سيدة السلم _
رقم أربعة: ممثل يكتنف الغموض أصوله اسمه كلود داريل يبلغ من العمر 33 عاما، ماهر في التنكر حتى أنه قد لعب أكثر من دور في الرواية كحارس مستشفى الأمراض العقلية والرجل صاحب المعطف ذي الأزرار في بارس والطبيب الهادئ في قضية زهرة الياسمين والأستاذ الروسي ويلقب بالمدمر. إضافة إلى شريكتهم السيدة روسكاف الروسية.

## فصول الرواية
تتألف الرواية من 18 فصلا، وهي:
ضيف غير متوقع، في مستشفى الأمراض العقلية، المزيد عن لي تشانج ين، أهمية فخذ الخروف، اختفاء عالم، سيدة السلم، لصوص الراديوم، في بيت العدو، لغز زهرة الياسمين الصفراء، التحقيق في كروفتلاندز، مشكلة شطرنج، الفخ المغري، الفأر يدخل المصيدة، المرأة الشقراء، الكارثة الرهيبة، الصيني المحتضر، رقم أربعة ينجح في خدعة، في متاهة فيلسين.

### مقطع من الرواية
على باب غرفة نوم بوارو وقف ذلك الضيف غير المدعو وكان مغطى بالغبار من قمة رأسه حتى أخمص قدميه.حدق الرجل فيه للحظة. ثم انهار على الأرض. من كان ذلك الرجل؟ هل يعاني من صدمة أم مجرد أرهاق شديد والأهم من هذا كله. ما مغزى الرقم أربعة الذي ما انفك يخطه بيده على الورق مرارا وتكرارا؟ لقد وجد بوارو نفسه قد تورط في عالم من المؤامرات الدولية. وعليه أن يخاطر بحياته لكي يكشف حقيقة الأربعة الكبار.

## الأهمية الأدبية والاستجابة الناقدة
أورد الملحق الأدبي لصحيفة ذا تايمز ملاحظةً إيجابيةً وإن كانت غير صحيحة في عددها الصادر في 3 فبراير 1927، إذ افتُرض أن أسلوب الرواية المختلف عن أسلوب سلفها المباشر مقتل جاك أكرويد، كان خدعةً متعمدة: «يظهر إم. بوارو، المحقق البلجيكي الذي برز في قصص أخرى للسيدة كريستي، في حالة جيدة للغاية في أحدث سلسلة من المغامرات. حوّل الجهاز التساؤل عن (من قتل روجر أكرويد؟) (تكذية) إلى مشكلة محيرة لقارئ قصص التحري الخيالية، إذ لا يمكن للكاتب توظيف الجهاز مرةً أخرى بسهولة مع التأكيد على عجز القصة في الزمن الحاضر عن كشف الغموض وميلها عوضًا عن ذلك إلى أن تكون سردًا لقصة بوارو مع إحدى المجموعات المألوفة من المحتالين الدوليين الذين يتمتعون بسلطة غير محدودة تقريبًا بهدف السيطرة على العالم». وُصف هستنغز بأنه «أبله كما كان دائمًا».
حددت صحيفة نيويورك تايمز لمراجعة الكتب بتاريخ 2 أكتوبر 1927 الخطوط العريضة لأساسيات الحبكة وذكرت بقاء «الرقم أربعة» لغزًا حتى النهاية. وهذا ما يُصعّب بطبيعة الحال على المحقق تفادي الهجوم ومتابعة تحرياته، ويؤمن معظم الإثارة الموجودة في القصة».
لم يتوقع أحد المراجعين في صحيفة ذا أوبزيرفر بتاريخ 13 فبراير 1927 أن يجد إبداعًا عند قراءة كتاب يتناول موضوعات الأربعة الكبار، لكنه اعترف بأنه «عندما يفتح المرء كتابًا ويجد شخصًا اسمه لي تشانغ ين ويؤخذ إلى غرف تحت الأرض في الطرف الشرقي (معلقًا باستخدام حرير شرقي غني)، فإنه يخشى الأسوأ، ليس لأن السيدة كريستي تمنحنا الأسوأ؛ فهي حذقة جدًا وقد برهنت ذلك. لكن الأسرار القصيرة المحشورة داخل اللغز هي في الحقيقة أكثر إثارةً للاهتمام من مكائد «الأربعة الكبار» الخارقين. اتسمت نهاية الكتاب «بالغطرسة» و «الفشل في إثارة الإعجاب»، يقدم المراجع الخلاصة بقوله: «لا يخلو الكتاب من الإثارة -الكثير منها في الواقع؛ يسعى الكتاب إلى تعويض ما يفتقر إليه في التفاصيل من ناحية الجودة والاتساق».
قالت صحيفة ذا سكوتسمان في 17 مارس 1927: «لا يمكن أن تؤخذ أفعال بوارو نفسه على محمل الجد، مثلما تُؤخذ أفعال شرلوك هولمز على سبيل المثال. تشبه الرواية إلى حد كبير محاكاةً ساخرةً مبالغًا فيها من قصص التحري الخيالية الرائجة أكثر من كونها تجربةً جادةً في هذا النوع من الكتب، لكنها توفر بالتأكيد الكثير من المرح للقارئ الباحث عن المتعة. إذا كانت هذه هي نية الكاتبة، فقد نجحت في مهمتها إلى حدّ الكمال».
يقول روبرت بارنارد: «حيكت هذه القصة المثيرة في أدنى نقطة في حياة كريستي، بمساعدة صهرها. وبالتالي، فإن الصدقة هي السمة السائدة والمطلوبة، ولذلك يُعتبر ما حدث لبوارو أمرًا مروعًا للغاية، (لأي شخص يمكن أن يفكر فيه كخلق) ومهينًا لبوارو».

## الترجمة العربية
- الأربعة الكبار - دار الأجيال للنشر.[7]
- الاربعة الكبار - مكتبة جرير.[8]

- الرجل الرابع - دار ميوزيك للطبع والنشر، تعريب: عمر عبد العزيز أمين، وتحمل الرواية الرقم (39) ضمن السلسلة.

## وصلات خارجية
- آراء القراء حول رواية الأربعة الكبار  على موقع أبجد